# Bienne (dopływ Ain)
Bienne – rzeka we Francji, przepływająca przez teren departamentu Jura, o długości 68,8 km. Stanowi dopływ rzeki Ain.
Cały bieg rzeki i jej cały obszar dorzecza o powierzchni 791 km² znajdują się na terenie gór Jura. Źródłowy tok rzeki pod nazwą la Biennette (tj. Mała Bienne) ma swój początek na wysokości ok. 1085 m n.p.m. u wylotu ślepej doliny Combe du Mont Fier, ok. 1,5 km na zachód od miejscowości Prémanon. Nazwę „Bienne” ciek przybiera kilka kilometrów dalej na północ, w miejscu zwanym Les Rivières, gdzie przyjmuje swój pierwszy duży (dłuższy niż on sam) prawobrzeżny dopływ o nazwie Bief de la Chaille, spływający spod granicy francusko-szwajcarskiej. Poniżej miejscowości Morez i przyjęciu prawobrzeżnego dopływu o nazwie Évalude rzeka skręca w kierunku południowo-zachodnim i przez ok. 25 km płynie głębokim i niemal całkowicie zalesionym kanionem, zwanym Gorges de la Bienne. Poniżej miejscowości Saint-Claude, gdzie rzeka przyjmuje lewobrzeżny dopływ Tacon, dolina nieco się rozszerza, a tok rzeki staje się bardziej kręty. Ze swym recypientem, rzeką Ain, łączy się w sztucznym zbiorniku zaporowym o nazwie Lac de Coiselet w miejscowości Chancia.